# Kōsuke Meguro
Seiichi Meguro (目黒 清一 Meguro Seiichi?,  Prefectura de Saitama, Japón, 31 de enero de 1954), conocido bajo su nombre artístico de Kōsuke Meguro (目黒 光祐 Meguro Kōsuke?), es un actor y seiyū japonés, afiliado a Sigma Seven. Anteriormente era conocido bajo el nombre de Yūichi Meguro (目黒 裕一 Meguro Yūichi?).

## Filmografía

### Anime
1981
- Dash Kappei como Okajima

1982
- Little Pollon como Locutor
- The Kabocha Wine como Akiyama
- Mitsubachi Maya no Bōken como Ciempiés, araña
- Fang of the Sun Dougram como Sargento Tennyson
- The Super Dimension Fortress Macross como Kamjin Kruschela

1983
- Itadakiman como Robert
- Genesis Climber MOSPEADA como Fotógrafo
- Galactic Whirlwind Sasuraiger
- Miyuki como Miembro del club de béisbol